# Demografía de la Unión Europea
La demografía de la Unión Europea contiene las bases del estudio sobre la población europea en distintos campos, como puede ser la cuantificación demográfica y la cualitativa, es decir las cualidades en su formación, estado laboral, su renta, su edad, etc.
En 2023, la población total de la UE era aproximadamente de 448 millones de personas, ocupando el tercer puesto en población a nivel mundial. Además en la UE la esperanza de vida es una de las más altas del mundo (81,3 años de vida), y disfruta de un muy alto Índice de Desarrollo Humano. Sin embargo, en 2020 la UE perdió más de 10 % de su población como consecuencia de la secesión del Reino Unido de la Unión.
| Estado          | Población   | Porcentajes / total de la UE | Porcentajes / total de la UE | hab / km² |
| Estado          | Población   | Pob.                         | Área                         | hab / km² |
| --------------- | ----------- | ---------------------------- | ---------------------------- | --------- |
| Unión Europea   | 448 387 872 | 100                          | 100                          | 109,0     |
| Alemania        | 84 358 845  | 18,71                        | 8,1                          | 235,2     |
| Austria         | 8 932 664   | 1,90                         | 1,9                          | 107,6     |
| Bélgica         | 11 566 041  | 2,59                         | 0,7                          | 377,3     |
| Bulgaria        | 6 916 548   | 1,55                         | 2,5                          | 63,4      |
| República Checa | 10 701 777  | 2,39                         | 1,8                          | 138,2     |
| Chipre          | 896 005     | 0,20                         | 0,2                          | 95,7      |
| Croacia         | 4 036 355   | 0,90                         | 1,3                          | 72,8      |
| Dinamarca       | 5 840 045   | 1,31                         | 1,0                          | 138,5     |
| Eslovaquia      | 5 459 781   | 1,22                         | 1,1                          | 112,0     |
| Eslovenia       | 2 108 977   | 0,47                         | 0,5                          | 103,7     |
| España          | 48 059 777  | 10,60                        | 11,4                         | 93,8      |
| Estonia         | 1 330 068   | 0,30                         | 1,0                          | 30,5      |
| Finlandia       | 5 533 793   | 1,24                         | 7,6                          | 18,2      |
| Francia         | 68 070 697  | 15,09                        | 14,6                         | 106,1     |
| Grecia          | 10 682 547  | 2,39                         | 3,0                          | 82,4      |
| Hungría         | 9 730 772   | 2,18                         | 2,1                          | 107,1     |
| Irlanda         | 5 006 907   | 1,12                         | 1,6                          | 71,9      |
| Italia          | 59 257 566  | 13,26                        | 6,8                          | 201,5     |
| Letonia         | 1 893 223   | 0,42                         | 1,5                          | 30,2      |
| Lituania        | 2 795 680   | 0,63                         | 1,5                          | 44,6      |
| Luxemburgo      | 634 730     | 0,14                         | 0,1                          | 239,8     |
| Malta           | 516 100     | 0,12                         | 0,0                          | 1595,1    |
| Países Bajos    | 17 475 415  | 3,91                         | 0,9                          | 507,3     |
| Polonia         | 37 840 001  | 8,47                         | 7,1                          | 123,6     |
| Portugal        | 10 298 252  | 2,30                         | 2,1                          | 113,0     |
| Rumania         | 19 186 201  | 4,29                         | 5,4                          | 82,7      |
| Suecia          | 10 379 295  | 2,32                         | 10,2                         | 25,2      |

En este contexto, la población de la UE experimenta un proceso desigual entre sus regiones. Por una parte países como Alemania, donde durante varios años la población envejece progresivamente, debido a la disminución del número de nacimientos y el constante aumento en la esperanza de vida. Por otra parte otros como Francia que han logrado mantener una tasa de natalidad suficiente. Sin embargo, en 2015 y 2016 la población de la UE aumentó con respecto al año anterior, debió principalmente a la inmigración neta, es decir, a la diferencia entre el número de ciudadanos de un país tercero que se asentaron en la UE y aquellos que volvieron a sus países de origen. Por su parte, el crecimiento natural fue negativo por primera vez al registrarse 5,1 millones de nacimientos y 5,2 millones de defunciones en 2015. El siguiente año se registraron tantos nacimientos como fallecimientos dentro de la UE (5,1 millones).
El número de habitantes de la Unión podrá incrementarse en el próximo decenio, en parte debido a la inmigración pero sobre todo gracias al proceso de ampliación, que podría dar cabida a Islandia, a Albania, a varios estados de la antigua República Federal Socialista de Yugoslavia (Serbia, Macedonia del Norte, Bosnia y Herzegovina, Montenegro y Kosovo) e incluso a Turquía, con lo cual el total de la población de la Unión aumentará en cerca de 100 millones de habitantes.
En cuanto a la urbanización, el área metropolitana más poblada es la de París que cuenta con más de 10 millones de habitantes.

## Población de la Unión Europea
| Potencias demográficas | Población (est. 2023) |
| ---------------------- | --------------------- |
| India                  | 1 428 627 666         |
| China                  | 1 425 671 353         |
| Unión Europea          | 448 387 872           |
| Estados Unidos         | 339 996 567           |
| Indonesia              | 277 534 118           |
| Pakistán               | 240 485 666           |
| Nigeria                | 223 804 636           |
| Brasil                 | 216 422 450           |

Densidad de población.

La ciudadanía de la Unión depende de la posesión de la nacionalidad de uno de los Estados miembros. En otras palabras, quien tiene la nacionalidad de un Estado miembro ostenta también la ciudadanía europea.
Además de contar con la tercera población mundial por detrás de China y la India, la esperanza de vida en la UE es de las más altas del mundo y un Índice de Desarrollo Humano que va de alto a muy alto, dependiendo del Estado miembro.
La elevada esperanza de vida y el bajo índice de mortalidad infantil en la UE muestran que la baja tasa de mortalidad es debida a los avances en los ámbitos de la economía, la salud y la educación.
En cuanto al futuro demográfico de la UE, su número de habitantes deberá incrementarse sustancialmente en el próximo decenio, en parte debido a la inmigración pero sobre todo gracias al proceso de ampliación, que podría dar cabida a la adhesión de Turquía y varios estados de la ex Yugoslavia, con lo cual la población total de la UE aumentará en más de 100 millones de habitantes.
Antes de la salida del Reino Unido en enero de 2020, la UE alcanzó los 514 345 371 habitantes.

### Crecimiento natural y migración

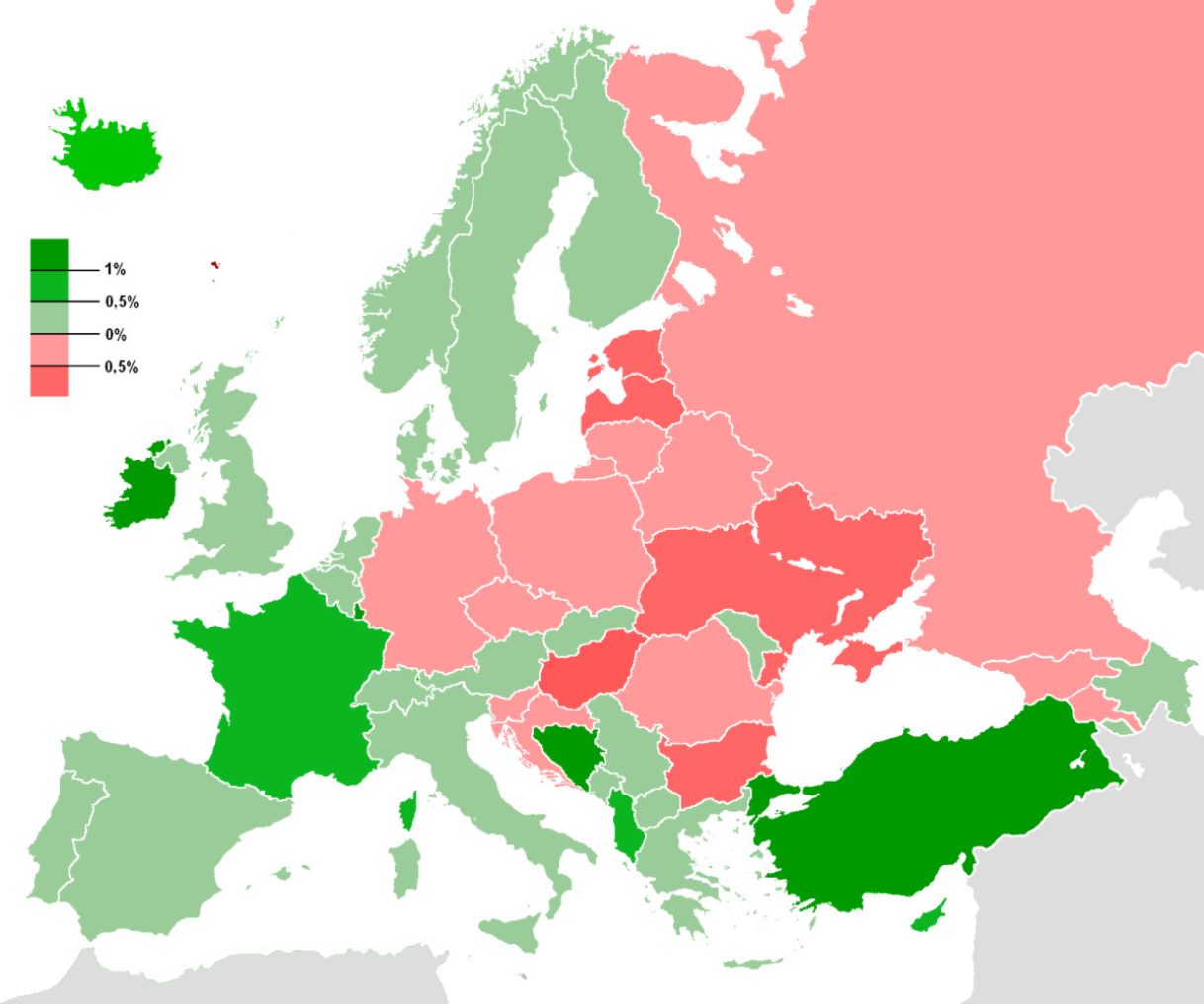
Mapa sobre la evolución de la población en los países europeos.

#### Antes de 2010
En 2003, en los Estados miembros de la UE-28 el número de nacimientos superó al de defunciones en menos de 100 000, con lo que el crecimiento natural de la población prácticamente se había equilibrado.
En la mayoría de los países del Sur de Europa se ha producido un cambio desde una situación de altos índices de nacimientos y defunciones a una de bajas tasas de nacimientos y defunciones, aunque este fenómeno apareció décadas después que en otros países europeos más desarrollados. Actualmente ninguno de los países miembros de la Unión Europea registra niveles suficientes de natalidad. Aun así, los niveles de natalidad están creciendo en los últimos años, lo que junto con la inmigración, hace que el crecimiento de la Unión Europea sea positivo.
En España, la natalidad se redujo en más de la mitad entre 1960 y 1990, de 21,7 a 10,2 nacimientos por mil habitantes. En ningún otro país de la Unión la tasa de nacimiento bajó tanto como en España, pero por otra parte este país ostenta la mayor tasa inmigratoria (2003). En 1900 la esperanza de vida en España era de 35 años, la continua caída en la tasa de mortalidad la elevó a 62 años en 1950, para llegar en 1985 casi a los 80 años para las mujeres y 73 para los hombres.
Antes de la ampliación de 2004, la población de la Unión crecía a una tasa anual de 0,23 % (2,3 por mil) debido principalmente al incremento de la población inmigrante cuyo saldo adicional en el año 2000 fue de 735 000 personas, mientras que el crecimiento natural de la población, durante el mismo año, fue de 372 000 habitantes.
Sobre la tasa de crecimiento natural de la población debe anotarse que la tasa de natalidad de casi todos los países de la Unión está creciendo, con excepción de Alemania, Italia, Grecia y Suecia. Las tasas más altas de natalidad se observan en Irlanda (16,1 nacidos por mil habitantes), Francia (12,29) y Países Bajos (10,2). En el otro extremo aparecen Alemania (8,3) y Grecia (9,1).
La inmigración fue responsable de aproximadamente tres cuartas partes del crecimiento total del número de habitantes de la UE, según datos de 2001. Alemania y España fueron los principales responsables de este crecimiento en términos absolutos con cerca de 230 000 inmigrantes netos cada uno (sumados suponen el 44% del total).
Sin embargo en términos porcentuales, los mayores crecimientos se dan en Luxemburgo y Portugal (ambos con 6,7 inmigrantes por cada 1000 habitantes), seguidos de España (5,6) e Irlanda (5,1). Aunque aún con migración neta positiva, las menores tasas se dan en Francia, Bélgica y Países Bajos. La media de la Unión Europea se cifra en 3 inmigrantes por cada 1000 habitantes.
Considerando tanto el crecimiento vegetativo como el saldo migratorio, los países que más crecieron en 2010 han sido Irlanda y Luxemburgo, y los que menos Alemania e Italia.

#### Desde 2010

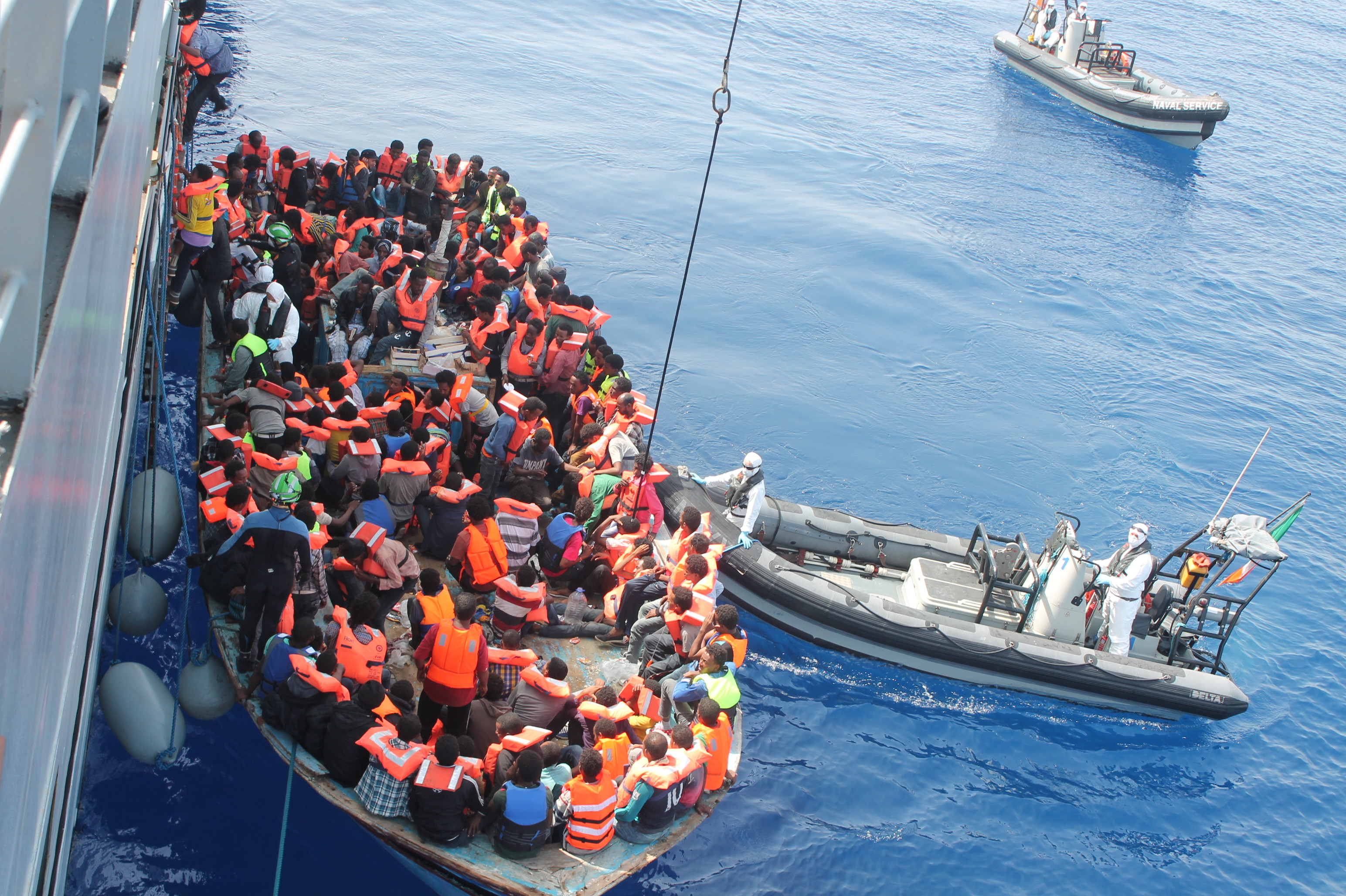
Rescate de migrantes en el Mediterráneo, durante la Operación Tritón en junio de 2015.

Con la llegada de la Gran Recesión el crecimiento natural de la población disminuyó de 578 000 a 82 000 (entre 2008 y 2013), aunque repuntó a 191 000 en 2014.
Sobre la tasa de crecimiento natural, en 2013 se registraron en la UE 5,1 millones de nacimientos. La tasa bruta de natalidad disminuyó en relación con 2012, pasando de 10,4 a 10,0 nacimientos por 1000 habitantes. Las tasas de natalidad más elevadas se registraron en Irlanda (15,0 por 1000 habitantes), Francia (12,3) y el Reino Unido (12,2). En el otro extremo aparecen Portugal (7,9), Alemania, Grecia e Italia (8,5 cada uno). Así, considerando solamente el crecimiento natural, los Estados que más crecieron en 2013 han sido Irlanda, Chipre, Luxemburgo y Francia. Por otra parte, trece Estados registraron un crecimiento natural negativo (más defunciones que nacimientos). Los más importantes fueron en Bulgaria, Letonia, Lituania, Hungría, Rumania y Alemania.
Por otra parte, en 2010 el Reino Unido y España fueron los principales centros de crecimiento demográfico de origen inmigratorio, seguidos por Italia y Alemania. Esos cuatro países sumaron conjuntamente el 61,9 % de los aproximadamente tres millones cien mil personas que inmigraron a uno de los Estados miembros de la UE. Sin embargo, en términos porcentuales los mayores crecimientos se dieron en Luxemburgo, Chipre y Malta. La media de la UE se cifra en 6,2 inmigrantes por cada 1000 habitantes.
En la mayor parte de los Estados miembros, la mayoría de los no nacionales tienen la nacionalidad de países que no pertenecen a la UE. En 2011, los ciudadanos de otros Estados miembros de la UE representaban la mayor parte de los no nacionales residentes en Bélgica, Chipre, Eslovaquia, Hungría, Irlanda y Luxemburgo. En cuanto a los Estados donde la proporción de ciudadanos de terceros países es particularmente importante, sobresale el caso de Estonia y Letonia, debido al elevado número de no nacionales reconocidos (principalmente ciudadanos de la ex-Unión Soviética que no han adquirido la nacionalidad letona o estonia, ni ninguna otra).
Por continente de origen de los ciudadanos, la mayor proporción (37,2 %) de terceros países que viven en la UE, eran nacionales de un país europeo no perteneciente a la UE-27. Aproximadamente 7,5 millones de personas de países europeos no miembros residían en la UE en 2011; entre estos, más de la mitad eran ciudadanos de Albania, Turquía y Ucrania. El segundo mayor grupo procedía de África (24,9 %), seguida de Asia (21,3 %), América (15,8 %) y Oceanía (0,8 %). Más del 50% de los africanos que vivían en la UE procedían del África del Norte, especialmente de Argelia o Marruecos. Los asiáticos por su parte procedían principalmente de Asia del Sur y oriental, en particular de China o la India. Los ciudadanos de Brasil, Ecuador y Estados Unidos constituían la mayor parte de los no nacionales procedentes de América.
Como evolución demográfica, entre 1960 y 2014 la población de los Estados miembros se ha incrementado. En los últimos años debido a la crisis económica del 2008-09 el número de inmigrantes ha descendido en países como España, llegando incluso a producirse un proceso migratorio de estos países hacia otros europeos como Alemania.

### Estimaciones futuras
Según un informe de Eurostat, la población de la UE-27 pasará de los 501 millones de habitantes en enero de 2010 a 525 millones en 2035, hasta alcanzar 526 millones de habitantes en 2040. Luego irá descendiendo hasta los 517 millones en el 2060. Así, en 2060, los Estados miembros más poblados serían Francia (74 millones), Alemania (66 millones), Italia (65 millones) y España (52 millones).
También de acuerdo con el informe, la población de la UE-27 continuará envejeciendo y la parte de población mayor de 65 años pasará del 17% en 2010 al 30% en 2060 mientras que los mayores de 80 años pasarán de 5% al 12% durante ese período.

### Diversidad étnica
La UE presenta una importante diversidad étnica. Si bien las primeras ampliaciones de la UE estuvieron reservadas a países con una mayor homogeneidad étnico-nacional, las más recientes han incorporado Estados con sociedades multiétnicas y plurinacionales.
Dentro de este contexto en la UE se utiliza el término “minorías nacionales” entendido como grupos étnicos que habitan en un Estado determinado y que normalmente están vinculados a una nación que ha constituido su propio Estado. Así, las minorías nacionales se han definido por oposición a las minorías étnicas de formadas por inmigrantes, siendo distintivo de las primeras su arraigo a un territorio con características culturales y lingüísticas diferenciadas.

### Lenguas
Las lenguas oficiales de la Unión Europea son los 24 idiomas oficiales de dicha organización en los que están redactados sus Tratados constitutivos y su legislación derivada, y que se usan también como lenguas de trabajo. Son un número inferior al de Estados de la Unión, ya que varios de éstos comparten idiomas. Sin embargo, en la Comisión Europea, por ejemplo, el Colegio de Comisarios negocia sobre la base de documentos presentados en inglés, francés, alemán, italiano y español.
| - alemán - búlgaro - checo - croata - danés - eslovaco - esloveno - español - estonio - finés - francés - griego | - húngaro - inglés - irlandés - italiano - letón - lituano - maltés - neerlandés - polaco - portugués - rumano - sueco |

Cada Estado tiene derecho a inscribir una lengua como oficial, pese a lo cual la salida del Reino Unido de la Unión en 2020 no supuso la eliminación del inglés como lengua oficial. Es así que de facto las principales lenguas oficiales y de trabajo son el inglés y el francés, tanto por su uso hablado, así como por su uso en la primera redacción de los documentos oficiales. En total, el inglés es la lengua más hablada en la UE (seguida por el francés), sin embargo la lengua materna más hablada es el alemán  (seguida por el francés). Como consecuencia de esta influencia, las tres "lenguas de trabajo" de la UE son el inglés, el francés y el alemán. Sin embargo, en los Estados miembros se utilizan, además de los 24 idiomas señalados, unas 60 lenguas más, cooficiales solo en parte del territorio o no oficiales (lenguas regionales y minoritarias).

### Religión
| Religión en la Unión Europea (en 2012) | Religión en la Unión Europea (en 2012) | Religión en la Unión Europea (en 2012) | Religión en la Unión Europea (en 2012) | Religión en la Unión Europea (en 2012) |
| -------------------------------------- | -------------------------------------- | -------------------------------------- | -------------------------------------- | -------------------------------------- |
| Religión                               | Religión                               |                                        | Porcentaje                             | Porcentaje                             |
| Cristianismo                           | Cristianismo                           |                                        | 72 %                                   | 72 %                                   |
| Irreligión                             | Irreligión                             |                                        | 25 %                                   | 25 %                                   |
| Islam y otros                          | Islam y otros                          |                                        | 3 %                                    | 3 %                                    |

La religión en la Unión Europea se practica en el marco de la libertad de culto garantizada por cada Estado miembro de la organización. Sin embargo, mediante el artículo 17 del Tratado de Funcionamiento de la Unión Europea (TFUE), la Unión cuenta con un fundamento jurídico para un diálogo regular entre sus instituciones y las iglesias, asociaciones religiosas y organizaciones filosóficas o no confesionales.
El Parlamento Europeo ha definido la laicidad como «la estricta separación de las autoridades religiosas y políticas», lo que según dicha institución conlleva el rechazo de “cualquier injerencia religiosa en el funcionamiento de las instituciones públicas, así como de cualquier injerencia pública en materia religiosa”. No obstante este principio esta sometido al objetivo primordial de “hacer respetar las normas de seguridad y preservar el orden público”.
En los 27 Estados miembros de la Unión Europea, así como de los Estados en negociaciones de adhesión (Albania, Macedonia del Norte, Montenegro, Serbia, existen algunas diferencias por motivos religiosos entre sus habitantes. En general, la mayoría de ciudadanos europeos que profesan alguna religión se adscriben al cristianismo, en alguna de sus diferentes ramas (católica, protestante u ortodoxa). Así, mientras que en algunos países como Italia, España, Francia o Irlanda predomina la religión católica; en otros como Suecia o Dinamarca predomina la religión protestante, y en otros como Grecia o Rumania la religión ortodoxa. 

## Núcleos urbanos
Las aglomeraciones urbanas están formadas por un territorio con una densidad de población alta pero variable según las zonas y que no se organiza necesariamente en torno a un núcleo central. Por su parte, un área metropolitana es una región altamente poblada que generalmente posee una ciudad central que da nombre al área y una serie de ciudades satélites que pueden funcionar como ciudades dormitorio, industriales, comerciales y servicios, todo ello organizado de una manera más o menos centralizada. El concepto de área metropolitana no es excluyente con el de aglomeración, pudiendo una ciudad formar parte de ambas. De los Estados candidatos, solo Turquía tendría áreas urbanas entre las 20 más pobladas de la Unión, concretamente Estambul, Ankara y Esmirna.
| Ciudades              | Ciudades              | Ciudades |                                | Áreas metropolitanas           | Áreas metropolitanas | Áreas metropolitanas |
| --------------------- | --------------------- | -------- | ------------------------------ | ------------------------------ | -------------------- | -------------------- |
| Población en millones | Población en millones | Estado   | Población en millones (aprox.) | Población en millones (aprox.) | Estado               |                      |
| Berlín                | 3,7                   | Alemania | ÁM-París                       | 14                             | Francia              |                      |
| Madrid                | 3,4                   | España   | Ruhr                           | 13                             | Alemania             |                      |
| Roma                  | 2,7                   | Italia   | ÁM-Madrid                      | 7                              | España               |                      |
| París                 | 2,2                   | Francia  | ÁM-Milán                       | 7                              | Italia               |                      |
| Bucarest              | 1,9                   | Rumanía  | ÁM‑Barcelona                   | 5                              | España               |                      |
| Hamburgo              | 1,8                   | Alemania | ÁM-Berlín                      | 5                              | Alemania             |                      |
| Viena                 | 1,7                   | Austria  | Atenas                         | 4                              | Grecia               |                      |
| Budapest              | 1,7                   | Hungría  | ÁM-Roma                        | 4                              | Italia               |                      |
| Varsovia              | 1,7                   | Polonia  | Rin-Norte                      | 3                              | Alemania             |                      |
| Barcelona             | 1,6                   | España   | Rin-Sur                        | 3                              | Alemania             |                      |
| Múnich                | 1,3                   | Alemania | Alta Silesia                   | 3                              | Polonia              |                      |
| Milán                 | 1,3                   | Italia   | ÁM‑Hamburgo                    | 3                              | Alemania             |                      |
| Praga                 | 1,2                   | R. Checa | ÁM-Nápoles                     | 3                              | Italia               |                      |
| Sofía                 | 1,2                   | Bulgaria | ÁM-Varsovia                    | 3                              | Polonia              |                      |
| Colonia               | 1,0                   | Alemania | Rin-Meno                       | 3                              | Alemania             |                      |
| Nápoles               | 0,9                   | Italia   | Múnich                         | 3                              | Alemania             |                      |
| Turín                 | 0,9                   | Italia   | Bruselas                       | 3                              | Bélgica              |                      |
| Marsella              | 0,8                   | Francia  | ÁM-Lisboa                      | 3                              | Portugal             |                      |

### Esperanza de vida
En la Unión Europea la esperanza de vida es de las más altas del mundo, con 81,3 años de vida media (78,5 para los hombres y 84,0 en el caso de las mujeres), y un Índice de Desarrollo Humano superior al de las potencias emergentes y al de Estados Unidos.